# جون هوارد دشر
جون هوارد دشر (23 ديسمبر 1921 - 27 أغسطس 1988) مهندس طيران أمريكي ومدير وكالة الفضاء والطيران الأميركية .

## الجوائز والعضويات
في عام 1973 حصل على وسام الخدمة للتميز، ومرتين حصل على وسام ناسا الاستثنائي، وهذه الأخيرة في عام 1980 لعمله على سكايلاب .
حصل أيضًا على جائزة سيوكس من جامعة داكوتا الشمالية في عام 1974. وكان عضوًا في الأكاديمية الدولية للملاحة الفضائية وحصل على زمالة جمعية الكواكب البريطانية.
كان عضوًا في نادي المستكشفين في نيويورك، وبأربع أجهزة الجمعية الأمريكية للسيارات والولايات المتحدة المدد الزمنية نادي القديمة. كان حجة في سيارات السباق والعتيقة، ومن خلال 1948-1987 خدم في اللجنة التقنية في انديانابوليس 500 سيارة سباق.
كما كان عضوا في الكنيسة المشيخية برادلي هيلز في بيثيسدا بولاية ميريلاند، حيث عاش وعائلته.

## الموت
بعد محاربة أعراض سرطان لمدة عام توفي في سن 66 في 27 أغسطس، 1988 في مستشفى جامعة جورج واشنطن .